# Ligne de tramway 365
La ligne 365 est une ancienne ligne du tramway de Courtrai de la Société nationale des chemins de fer vicinaux (SNCV) qui reliait Courtrai à Aarsele entre 1900 et 1955.

## Histoire
8 septembre 1897 : concession du capital 85 « Aarsele - Courtrai - Mouscron - Menin ».
29 avril 1900 : inauguration.
1er mai mise en service en traction vapeur entre la gare de Courtrai et Wakken, section Courtrai Gare - Courtrai Porte de Menin commune avec la ligne Courtrai - Menin / Wervicq (capital 41) et nouvelle section (capital 85) ; exploitation par l'Intercommunale de Courtrai (IC).
13 mai 1906 : inauguration.
14 mai : prolongement de Wakken vers la gare d'Aarsele (nouvelle section, capital 85).
1927 : reprise de l'exploitation par la SNCV.
16 avril 1933 : modification des voies sur Courtrai (voir Tramway de Courtrai#Les voies sur Courtrai).
31 janvier 1955 : suppression et remplacement par une ligne d'autobus (tableau 727).

## Exploitation

### Horaires
Tableaux :
- 552 en 1950[5].
- 552 (bus) en 1955[6].